# 足菌腫
足菌腫（Eumycetoma）又稱马杜拉足，是真菌對表皮與皮下組織的持續性感染，大多感染腳部，少數情況也會感染手等身體的其他部位。此病初期僅發生無痛的結節，可能持續數年之久，繼而發生腫脹、潰爛、化膿甚至骨骼變形。造成足菌腫感染的真菌包括馬杜拉足腫菌、灰马杜拉分枝菌、月状旋孢腔菌、波氏假性黴樣菌與賽多孢菌屬、枝頂孢霉屬和鐮孢菌屬的物種。此病的診斷方式包括在顯微鏡下進行活體組織檢查，並以醫學影像判斷骨骼受損情形，其他診斷方式還有酶联免疫吸附测定、免疫擴散法與DNA測序等。放線菌感染可能造成與足菌腫類似的症狀。
足菌腫的治療方式為進行清創手術與服用抗真菌药（依菌種而異使用伊曲康唑、泊沙康唑或伏立康唑），但此病復發率高，嚴重時可能需截肢。足菌腫主要發生在漠南非洲、印度與中南美洲的熱帶地區，北非也曾有案例發生，染病者大多為20歲至40歲從事農牧業或擔任勞工的男性，或在疫區旅遊的旅客。2016年，世界衛生組織將足菌腫列為被忽視熱帶病。
足菌腫在印度古代的文獻中即有記載，稱作「Padavalmika」，意為「足部的蟻丘」。關於足菌腫的首次現代醫學記載則是在1842年印度南部的馬杜賴，為此病英文別名「马杜拉脚」的名稱由來。1860年，研究確定此病為真菌感染所致。